# Belo pole (distrikt i Bulgarien, Vidin)
Belo pole (bulgariska: Бело поле) är ett distrikt i Bulgarien.   Det ligger i kommunen Obsjtina Ruzjintsi och regionen Vidin, i den nordvästra delen av landet, 110 kilometer norr om huvudstaden Sofia.
Trakten runt Belo pole består till största delen av jordbruksmark. Runt Belo pole är det ganska glesbefolkat, med 26 invånare per kvadratkilometer.